# Trichilia mucronata
Trichilia mucronata är en tvåhjärtbladig växtart som först beskrevs av Antonio José Cavanilles, och fick sitt nu gällande namn av Hermann August Theodor Harms. Trichilia mucronata ingår i släktet Trichilia och familjen Meliaceae. Inga underarter finns listade i Catalogue of Life.